# Jesper Nøddesbo
Jesper Nøddesbo (Herning, 23 d'octubre de 1980) és un jugador d'handbol danès, que va jugar al FC Barcelona, habitualment a la posició de pivot.
Actualment és jugador de l'equip danes Bjerringbro-Silkeborg.

## Carrera esportiva
És campió d'Europa en guanyar el 2008 el Campionat d'Europa de Noruega amb l'equip d'handbol danès. Va rebre una medalla de bronze al Campionat d'Europa del 2006, i de nou en el Campionat del Món de 2007.
Noddesbo va ser màxim golejador de la lliga danesa d'handbol de 2006.
La temporada 2013-2014, va guanyar cinc títols amb el FC Barcelona, en un gran any en què l'equip només no va poder guanyar la Copa d'Europa, i a la Lliga ASOBAL va guanyar tots 30 partits disputats, amb un nou rècord de gols, 1146.

## Palmarès

### KIF Kolding
- Lliga danesa (2005, 2006)
- Copa de Dinamarca (2005, 2007)

### FC Barcelona
- Lliga de Campions de l'EHF (2011,2015)
- Lliga ASOBAL (2011, 2012, 2013, 2014,[2] 2015,2016,2017)
- Copa ASOBAL (2010, 2012, 2013, 2014,2015,2016)
- Supercopa d'Espanya (2009, 2010, 2012, 2013,2014,2015,2016,2017)
- Copa del Rei (2009, 2010, 2014,2015,2016)